# Историја Београда у средњем веку
Историја Београда у средњем веку обухвата период од досељавања Словена на подручје око Београда, до пада под турску власт 1521. године. Након пропасти византијског Сингидунума почетком 7. века, на том подручју су током раног средњег века смењивале власти разних народа (првобитно Словени и Авари, а касније Бугари и Мађари). Подручје око града било је настањено Словенима, што је било од пресудног утицаја за потоњи развој Београда. Током читавог средњег века, Београд је био погранично утврђење на граници између различитих држава (Византија, Угарска, Бугарска, Србија), што је пресудно утицало на развој града. Само у оквирима српских држава краља Стефана Драгутина и деспота Стефана Лазаревића, Београд је био владарска престоница и државни центар. Током 15. века, град је постао једно од најзначајнијих хришћанских упоришта наспрам надирућег Османског царства. Турци су више пута опседале угарски Београд: 1440. и 1456. године неуспешно, да би га коначно освојили 1521. године, чиме је уједно окончана и средњовековна историја града.

## Рани средњи век

### Досељавање Словена
Долазак Словена на просторе око Београда представља догађај од прворазредне важности не само за подручје града већ и за шире подручје Балкана. Етничка слика поднебља из корена је промењена. Напади које су Словени вршили заједно са Аварима и који су по своме карактеру пре свега били пљачкашки нису уздрмали добро утврђени византијски град Сингидунум. Тек када је почело словенско насељавање византијске територије јужно од Саве и Дунава њихово присуство се почело осећати и у околним утврђењима. Било је питање времена када ће ова утврђења подлећи под словенским притиском. Током VI века Византијско царство је углавном успешно одолевало нападима варвара да би почетком VII века, када је унутрашња криза озбиљно уздрмала снаге царства, масовни продор Словена на Балкан постао неминован. Словени су област Сингидунума освојили на почетку владавине цара Ираклија . Кулминација ових дешавања је опсада Цариграда 626. године која се завршила поразом аварско-словенских нападача. И поред податка који нам даје Константин Порфирогенит да је цар Ираклије преко стратега у Београду дозволио Словенима да се населе на територију царства у науци је прихваћено да је у ово време византијска власт око Сингидунума била готово сасвим сузбијена.

### Први векови по досељавању Словена
О приликама у Београду у VII и VIII веку не знамо готово ништа. Познат је само резултат процеса који се у њему одвијао, а то је појава чисто словенског имена града у IX веку. После византијског повлачења из подручја око Дунава и Саве овим рекама се приближавала Франачка која се овде сукобљавала са Аварима. Држава Карла Великог допирала је до Фрушке горе и Дунава. Београд је био на граници његове државе, али не и под непосредном влашћу Франака.
Ситуација се брзо променила. Новоформирана бугарска држава је у свом ширењу ка северозападу обухватила и Београд. Када се ово десило није могуће прецизно одредити.

### Византијско погранично утврђење у 11. веку
Након сламања Самуиловог царства и Београд је дошао под византијску власт. Област Београда уклопљена је у управни систем Византијског царства. Београд је био део области која је поверена на управу Константину Диогену иако карактер ове области у историјској науци није потпуно разјашњен.
У другој половини века долази до промена у организацији овог подручја. Угарска врши све јачи притисак а први на удару се нашао Сирмијум. Седамдесетих година XI века у Београду се помиње дукс Никота који је био врховни војни заповедник. Никота је вероватно управљао једном широм облашћу која се простирала јужно од Саве и Дунава. Доласком под византијску власт београдска црква готово да није доживела никакву промену. Београдска епархија је била потчињена, уместо Самуиловом патријарху, охридском архиепископу, задржавајући вероватно све области које је претходно контролисала.
Периферни положај Београда вероватно је један од предуслова зашто је баш овде дошло до словенског покрета против византијске власти. На чело устанка 1040. године стао је Петар Одељан који се издавао за Самуиловог унука. За припремање устанка и окупљање присталица најпогоднији је био Београд. Становници града међу првима су се прикључили покрету. Из Београда Одељанов устанак се Моравском долином ширио према Нишу. О даљој улози Београда у овим догађајима нема више података. Колико је покрет имао утицаја на унутрашње стање у Београда немогуће је одредити. Устанак је угушен већ током 1041. године. Након тога у Београду је успостављен ранији поредак.
Педесетих година Угари прелазе у напад. У Софији је ипак склопљен мир између цара Исака I Комнина, који је ту прикупљао војску, и угарских посланика. Убрзо су непријатељства обновљена и 1068. године краљ Саломон је освојио неко византијско погранично утврђење за које се може претпоставити да је Београд. Византинци су утврђење брзо повратили. Борбе на Дунаву су временом добијале на жестини. Неколико година касније угарски краљ предузео је велики напад на Београд за који се претпоставља да је био 1071/72. године. Угарска војска се прикупљала у Сланкамену за напад на Београд. На Сави је византијска флота покушала да препречи пут нападачима, али није успела. У околини града дошло је до жестоких окршаја између Угара и Печенега. Печенези су потучени, а Угари су наставили опсаду израђујући опсадне справе. Два месеца су трајале борбе. Угари су успели да продру у град, а малобројна посада на челу са дуксом Никотом морала је да напусти тврђаву и да се преда. Угарска војска је потпуно опљачкала Београд. Краљ Саломон је после овог успеха наставио рат продирући до Ниша. Мир је убрзо после овога склопљен. Како је Византија повратила Београд није познато, али се може претпоставити да угарска власт у њему није дуго трајала.

### Борбе за Београд
Седамдесетих година 11. века променио се однос снага на Дунаву између Византије и Угарске. У време краља Саламона Угарска озбиљно нарушава византијску власт на северним границама царства и граница се устаљује на Дунаву код Београда. Београд је био најважније утврђење Византије према северном суседу. Гранични положај и карактер војног утврђења дали су печат развоју Београда у овом периоду. Градско насеље било је подређено развоју самог утврђења. Иако су често били у отвореним сукобима, у периодима мира је долазило и до сарадње између заповедника угарског Земуна и византијског Београда. такав случај је познат из времена крсташких ратова када је заповедник Београда помагао Земуну у борби против војске коју је предводио Петар Пустињак. После пада Земуна заповедник Београда се повукао из Београда ка Нишу а становништво се махом разбежало.
Тек од времена царева Јована и Манојла Комнина Византија је способна да се активније укључи у дешавања у средњем Подунављу. Угарска политика угрожавала је византијске интересе на овом поднебљу. Сродничке везе између Јована Комнина и куће Арпадоваца пружале су могућности византијском цару да се умеша у угарске унутрашње ствари. До сукоба је брзо дошло. Угарски краљ Стефан II тражио је од Византије да му испоручи ослепљеног брата Алмоша који је према угарским обичајима био могући претендент на престо. Злостављање угарских трговаца у Браничеву од стране локалних становника искоришћен је као повод за сукоб. Београд је освојен и разорен. Војска је продрла дубоко у византијску територију Моравском долином. Јован Комнин је прикупио војску и кренуо ка Дунаву. У борбама на Дунаву учествовали су и византијски бродови. Одлучујућа борба одиграла се код места Храма на левој обали Дунава и Угри су били потпуно поражени и натерани у бекство. Византијска војска је потом још неко време дејствовала на левој обали Дунава, а затим се повукла на десну обалу. Браничево је ојачано и цар се са војском повукао, али је убрзо након тога угарски краљ обновио нападе на Браничево. Цар поново креће пут Дунава, али сада са много слабијом војском. Значајнији резултати нису постигнути, а непријатељства су окончана склапањем мира. Ове борбе историчари смештају у 1127. и 1128. годину.
После ових борби Византија је успевала да одржи своју границу на Дунаву и важне положаје Београд и Браничево. Цар Манојло I Комнин је наставио очеву политику према Угарској па је чак имао и планове да на неки начин потчини ову област. У његово време угарско-византијски интереси сукобљавају се знатно чешће него у ранијем периоду. У јесен 1151. године почела су непријатељства. Византијска војска се кретала ка Београду. Манојло је планирао снажну офанзиву против пограничних области Угарске. Прво је нападнут Земун, али како је одбрана била упорна ту је остављен Теодор Ватац, а цар је наставио офанзиву. Византијска војску опљачкала је многа насељена места, а потом се повукла. Угарска војска под командом Палатина Белоша упутила се ка граници и прешла у област Браничева где су се пренеле борбе. Борбе су завршене склапањем примирја након чега Манојло одлази у Цариград. Полазна тачка византијској војсци током ових борби био је Београд.<ref> И војска и флота, па и сам цар боравили су у граду. Извори саопштавају да је Манојло тада посветио пажњу грађењу овог утврђења.
Након што је пропао узурпаторски план Андроника Комнина угарски краљ Геза II прешао је у офанзиву. Његова војска напала је Браничево. Да би спречио предају града византијски цар је послао опсађенима вест да долази са појачањима. Угари су се на вест о доласку цара поколебали и повукли спаливши притом опсадне справе. Нису могли да се врате преко Дунава јер се овај излио па су кренули пут Београда да се пребаце преко Саве. Манојло је упутио један одред војске у потеру за непријатељем. Овај слаби одред ступио је у непромишљену борбу недалеко од Београда и био је тешко поражен. У Београду је дошло до немира међу становништвом које је хтело да се отцепи од царства. Цар је хитно послао Јована Кантакузина у Београд са задатком да угуши нереде и ојача поколебану византијску власт. Ови догађаји показују да су у Београду постојале две струје: једна лојална цару, а друга која је била наклоњена Угарској. Након зиме цар поново креће ка угарској граници. До борби није дошло већ је склопљен мир (1155).<ref>
Шездесетих година 12. века дошла је до пуног изражаја византијска политика мешања у угарске унутрашње ствари преко сродничких веза. После Гезине смрти Угарска је ушла у период унутрашњих борби. Геза је престо оставио своме сину Стефану III али су постојала још два претендента, његова браћа Стефан IV и Ладислав који су били византијски штићеници. Угарски великаши нису хтели да прихвате византијског штићеника Стефана. Али Манојло и поред неуспеха није одустајао од својих обимних планова. Он је сада пошао путем преговора са угарским двором. Са војском је стигао у Београд 1163. године. Угарска је прихватила план о браку Беле и Марије уз услове који ће касније постати предмет спора. Угарски краљ није хтео да испоштује постигнути уговор и није хтео да преда територије на шта се уговором обавезао.
Сукоб са Византијом био је неминован. Од 1164. до 1167. године вођене су борбе. Београд је у том периоду стално под византијском управом. Град је представљао важно упориште за византијске операције у јужној Угарској. Мир је склопљен 1167. и њиме је граница Византијског царства померена на север тако да београд није више представљао погранично утврђење. Период Манојлове владавине био је последњи период успона Београда под влашћу Византије.
Београд је представљао стуб византијске политике на средњем Дунаву. После Манојлове смрти 1180. долази до промена на граници. Краљ Бела користио је несређене прилике у Цариграду и наступао је као штићеник царице Марије, Манојлове удовице у борби против Андроника Комнина. Нападао је Браничево и Београд и пустошио околне облати. Византијски одбрамбрени систем на Дунаву је попустио и Бела је успешно ратовао у савезу са Стефаном Немањом. Београд и Браничево су освојени у првом налету. Византија је дипломатским путем убрзо повратила Београд. Исак II Анђео оженио се угарском принцезом Маргаритом 1185. године и од свог таста је добио мираз који је можда укључивао Поморавље и Београд. Византијска управа није више могла да обнови Београд. Догађаји на Балкану одвраћали су византијску пажњу од границе на Дунаву. После победе над Стефаном Немањом византијски краљ је отишао у Београд да успостави ближе контакте са својим тастом и да учврсти византијску власт у овој области. Убрзо су се вузантијско-угарски односи погоршали. Угарски краљ је имао намеру да освоји погранична дунавска утврђења али није познато да ли је ово постигао. Није познато ко је Београдом владао у последњој децинији 13. века.
Познато је да је 1204. Београд био под угарском влашћу. Историја Београда у првим деценијама 13. века веома је слабо позната. Први поуздан податак потиче из 1230. године. тада је он био у саставу бугарске државе Јована Асена II. Две године касније он је поново под влашћу угарског краља. Био је тада подређен сирмијумском епископу. Када је Бела IV установио средином 13. века Мачванску бановину у њен састав је вероватно ушао и Београд.